# يون سو هي
يون سو هي (بالكورية: 윤소희)‏ هي ممثلة كورية جنوبية ولدت في شتوتغارت في ألمانيا في 7 مايو في عام 1993، ودرست الهندسة الكيميائية والتمثيل وحصلت على جائزة أفضل ممثلة درامية جديدة من جوائز سيول في عام 2019.